# Mistřice
Obec Mistřice, ležící v okrese Uherské Hradiště ve Zlínském kraji se nachází přibližně 6 kilometrů severovýchodně od Uherského Hradiště. Je situována v přírodním parku Prakšická vrchovina, mezi Chřiby a Bílými Karpaty. Obec má přibližně 1 200 obyvatel a zahrnuje samotné Mistřice i místní část Javorovec. 

## Historie
První písemná zmínka o obci Mistřice pochází z roku 1247. Ve středověku zde stála tvrz zvaná "Hrádek". V minulosti se v obci pěstoval také chmel, ale hlavní obživou obyvatel bylo zemědělství a řemesla, později i vinařství.
V 19. století zde fungovaly větrný mlýn a hospoda. Škola byla v obci zřízena v roce 1791 v rámci reforem císaře Josefa II., a od roku 1978 zde funguje i mateřská škola. Nejcennější historickou památkou obce je kaple Nejsvětější Trojice z let 1874–1883, která se pyšní malbami malíře Kubíčka a sochami Panny Marie, sv. Václava, sv. Floriána, sv. Terezie a sv. Anny.
Součástí Mistřic je od roku 1960 místní část Javorovec, původně samostatná obec. Javorovec je poprvé zmiňován v roce 1372 v seznamu osad platících k uherskohradišťskému mostu.

## Název
Název obce Mistřice je odvozen od starobylého výrazu „ves lidí Mistrových“, který odkazuje na původní obyvatele spojené s osobním jménem Mistr.
| Mysteriz  | 1247 |
| Mistricz  | 1301 |
| Mistricz  | 1522 |
| Mistržicz | 1670 |
| Mistřitz  |      |
| Mistřice  | 1846 |
| Mistřice  | 1924 |

## Zajímavosti
V roce 2008 byla obec Mistřice oceněna titulem Vinařská obec roku.
Územím obce prochází naučná stezka Po hranici devíti katastrů a bělokarpatská část Cyrilometodějské stezky, které nabízejí návštěvníkům poznat místní přírodu, historii i kulturní dědictví.

## Pamětihodnosti
- Kaple Nejsvětější Trojice z let 1874-1883
- Boží muka nad lomem za hřbitovem
- Boží muka u polní cesty
- Kříž

## Spolky a organizace
- Od 1890 – Dechová kapela Mistřičanka.
- Od 1899 – Sbor dobrovolných hasičů.
- Od 1941 – Spolek divadelních ochotníků Máj
- Od 1943 – Sportovní klub
- Od 1948 – Slovácký krúžek
- Od 1951 – AGRI-M (Zemědělské družstvo)
- Od 1957 – Český svaz červeného kříže

## Části obce
- Mistřice (k. ú. Mistřice I a Mistřice II)
- Javorovec (k. ú. Javorovec)

## Nejbližší obce a města
- Bílovice
- Topolná
- Kněžpole
- Nedachlebice
- Březolupy
- Popovice
- Uherské Hradiště

## Galerie

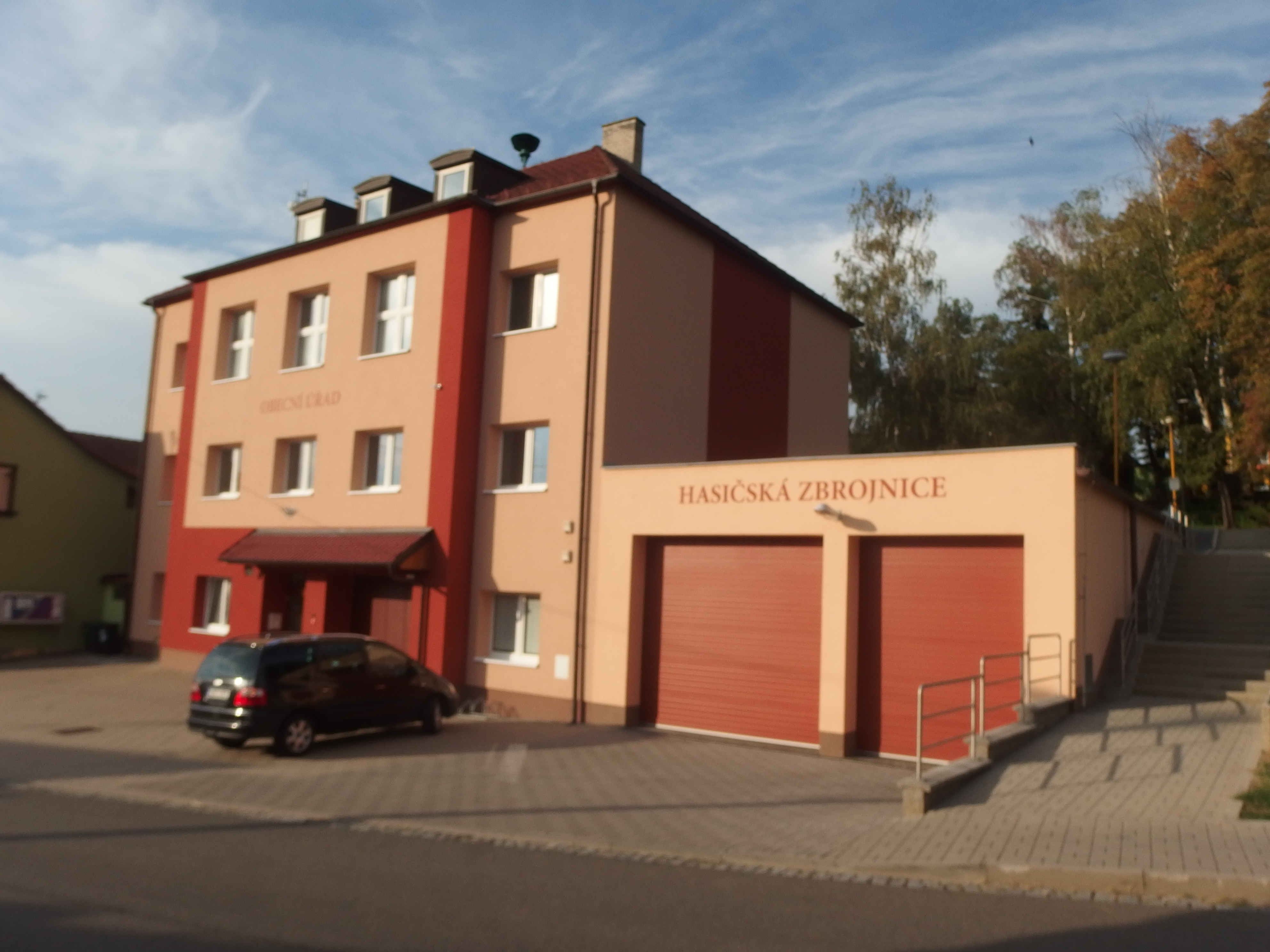
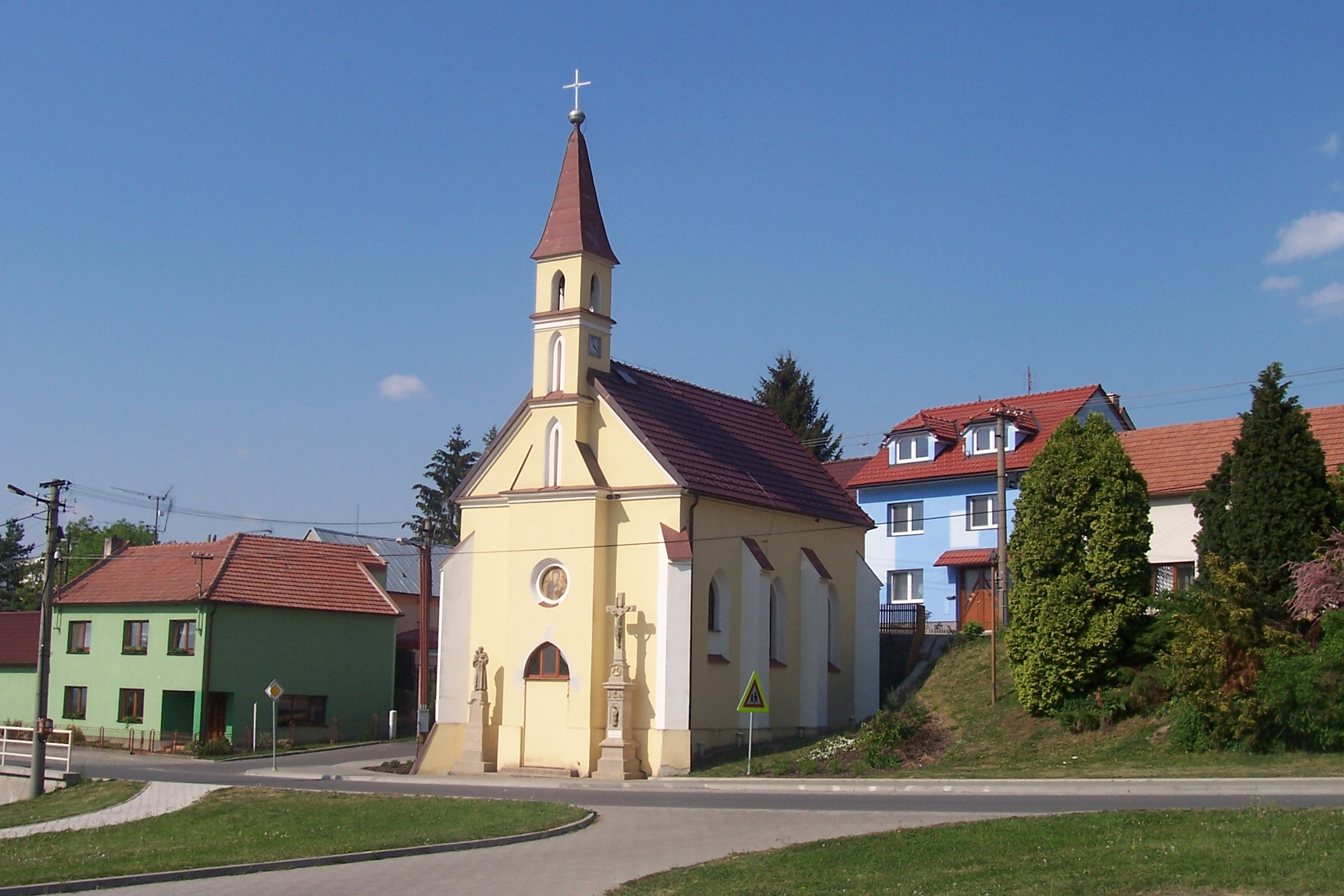
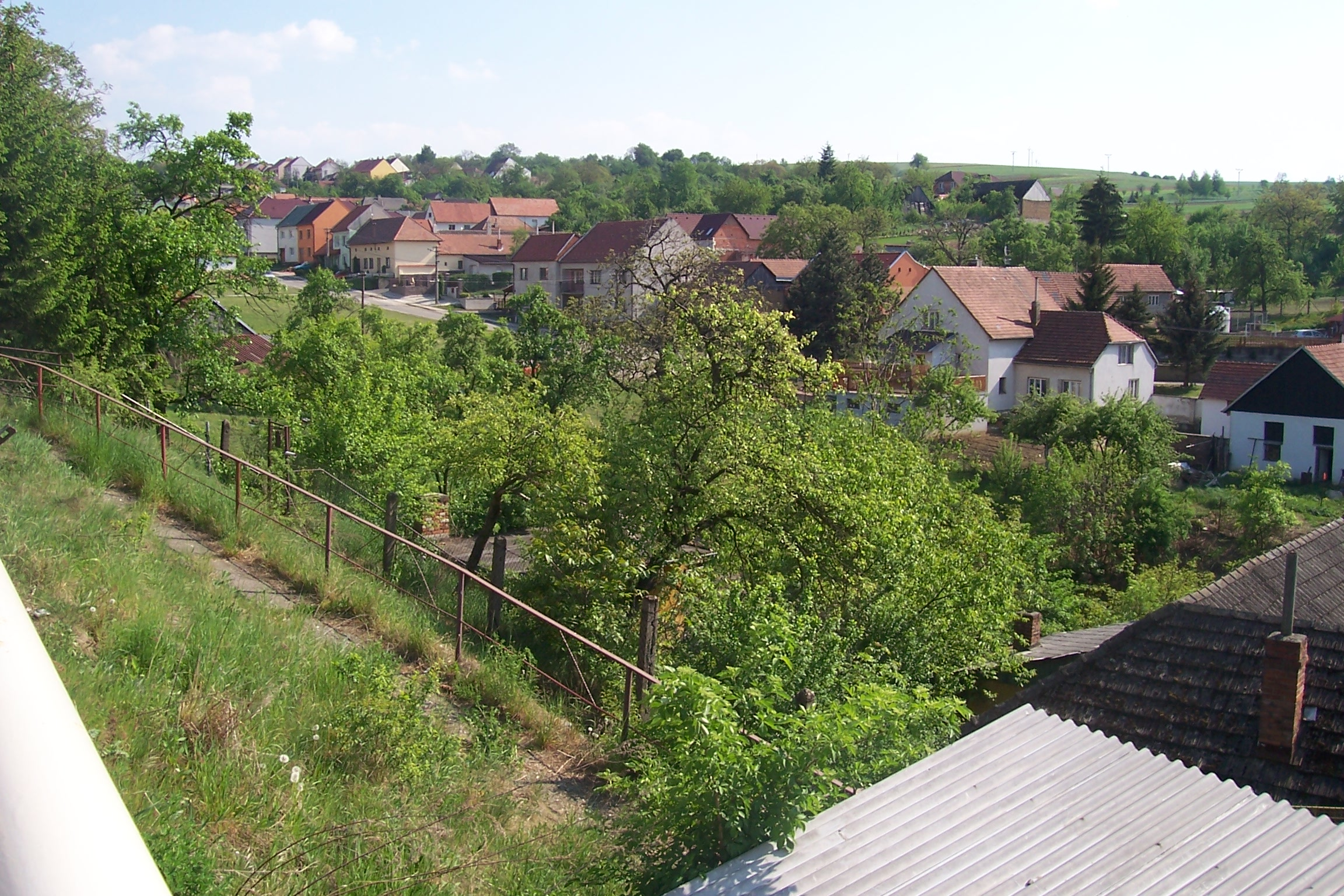
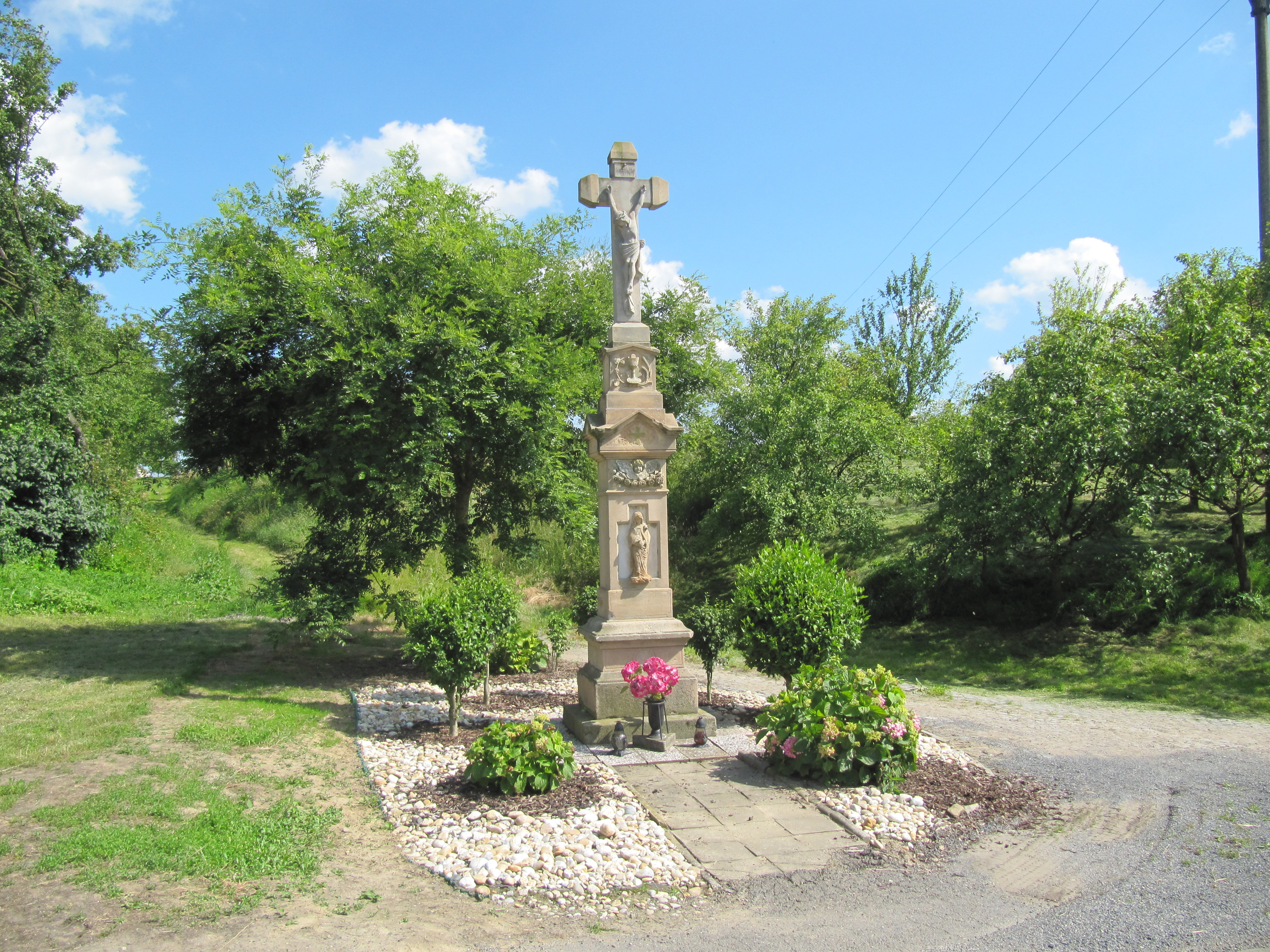
Kříž u č.p. 269
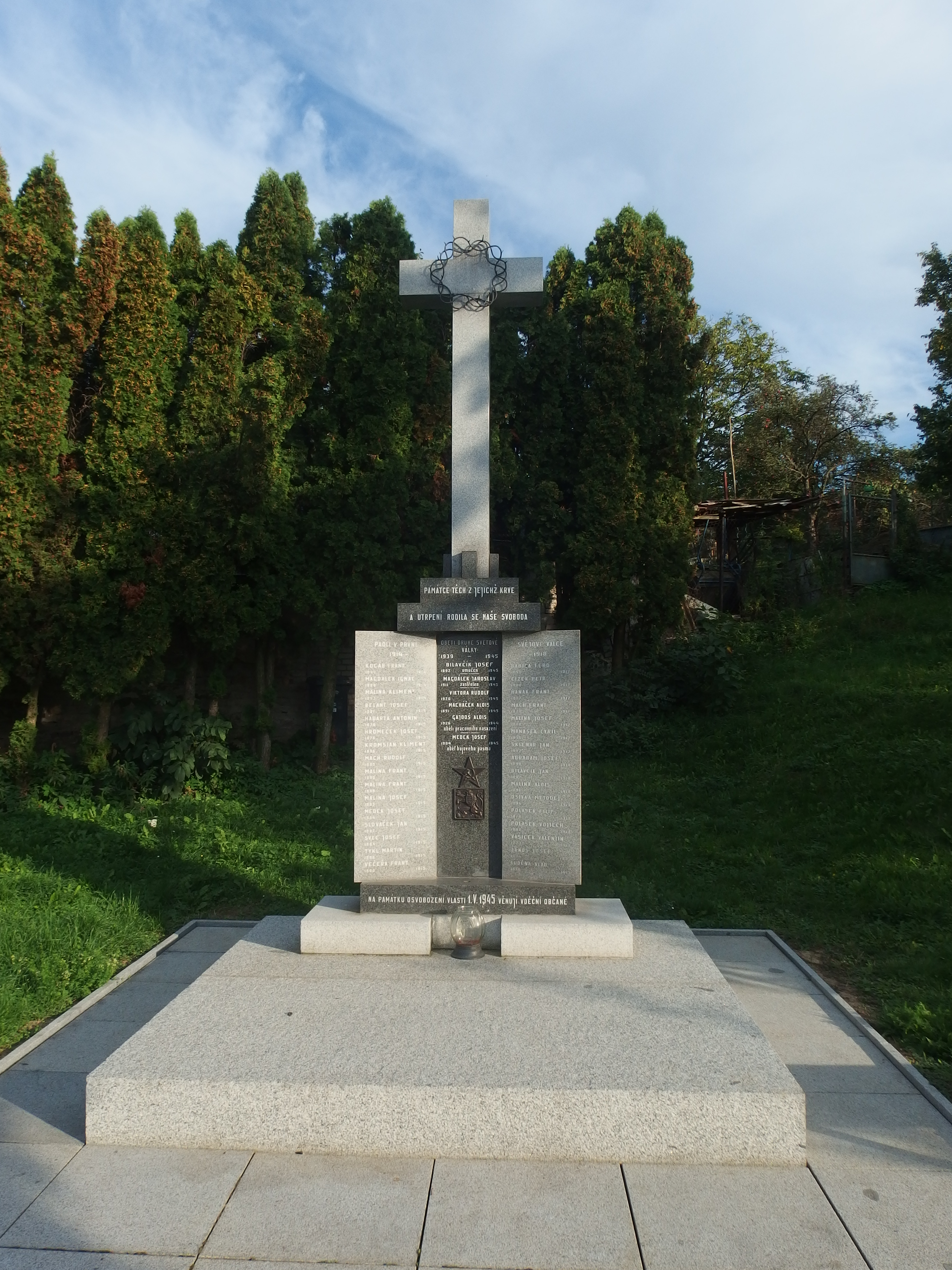
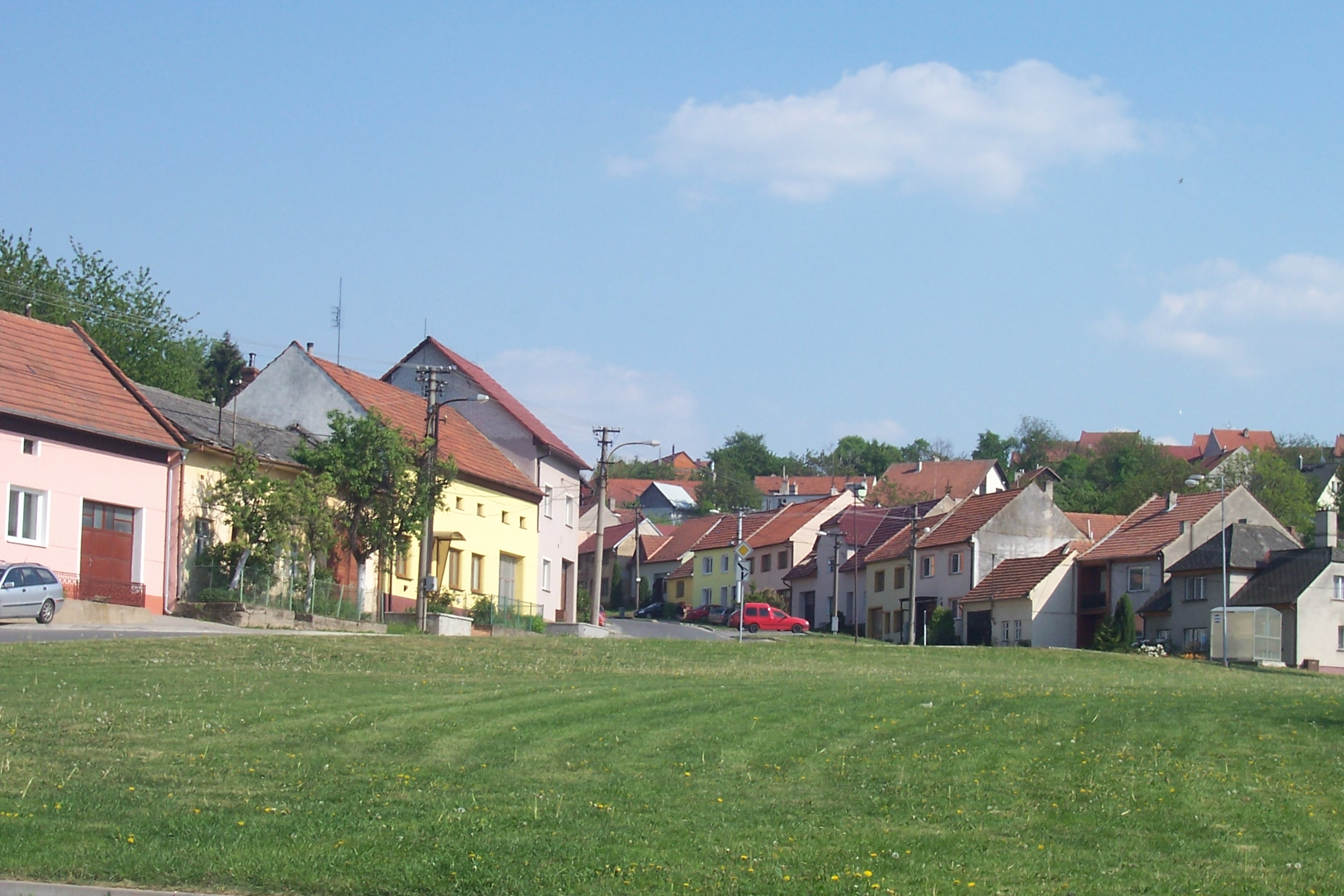
Náves
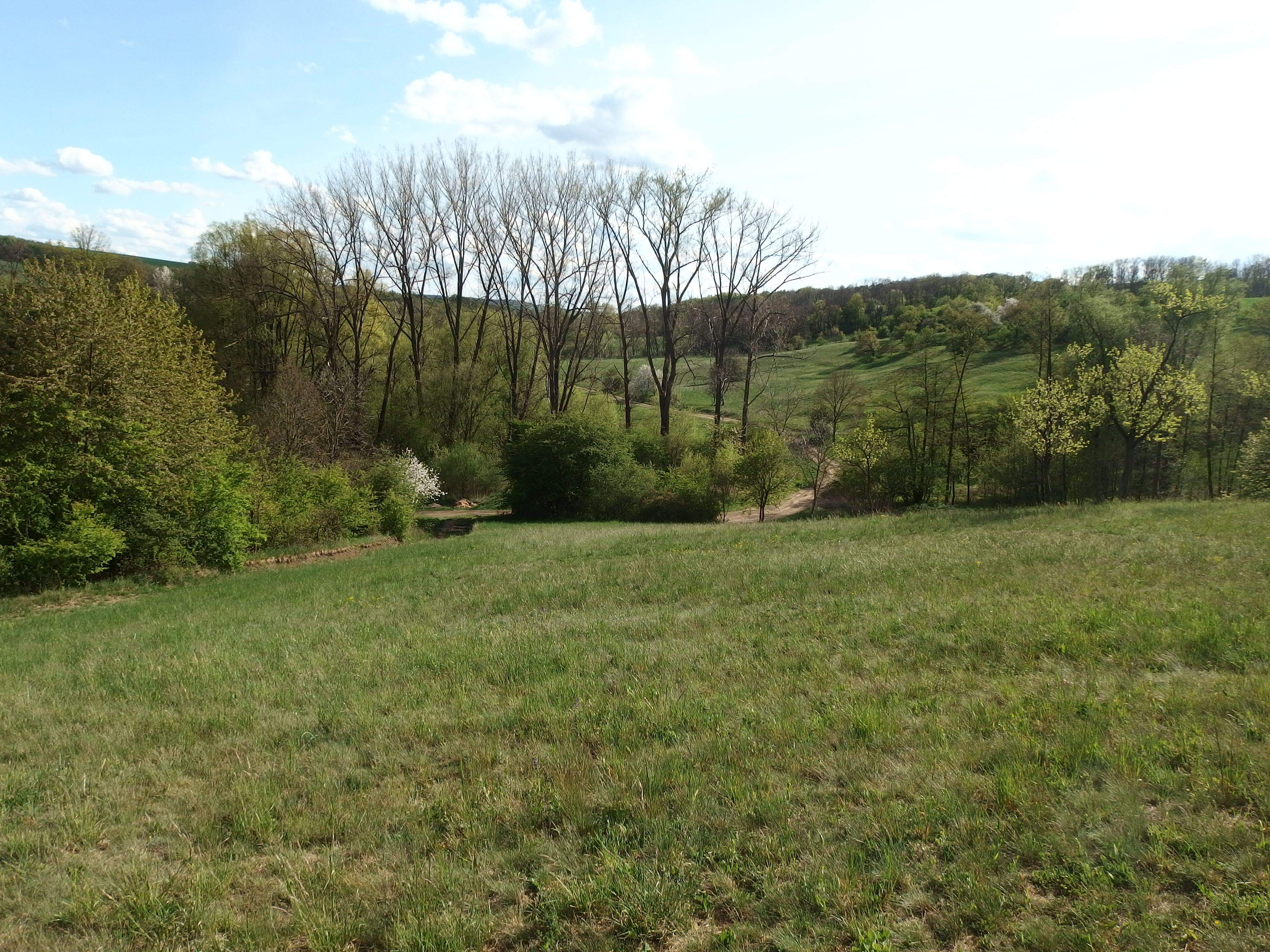
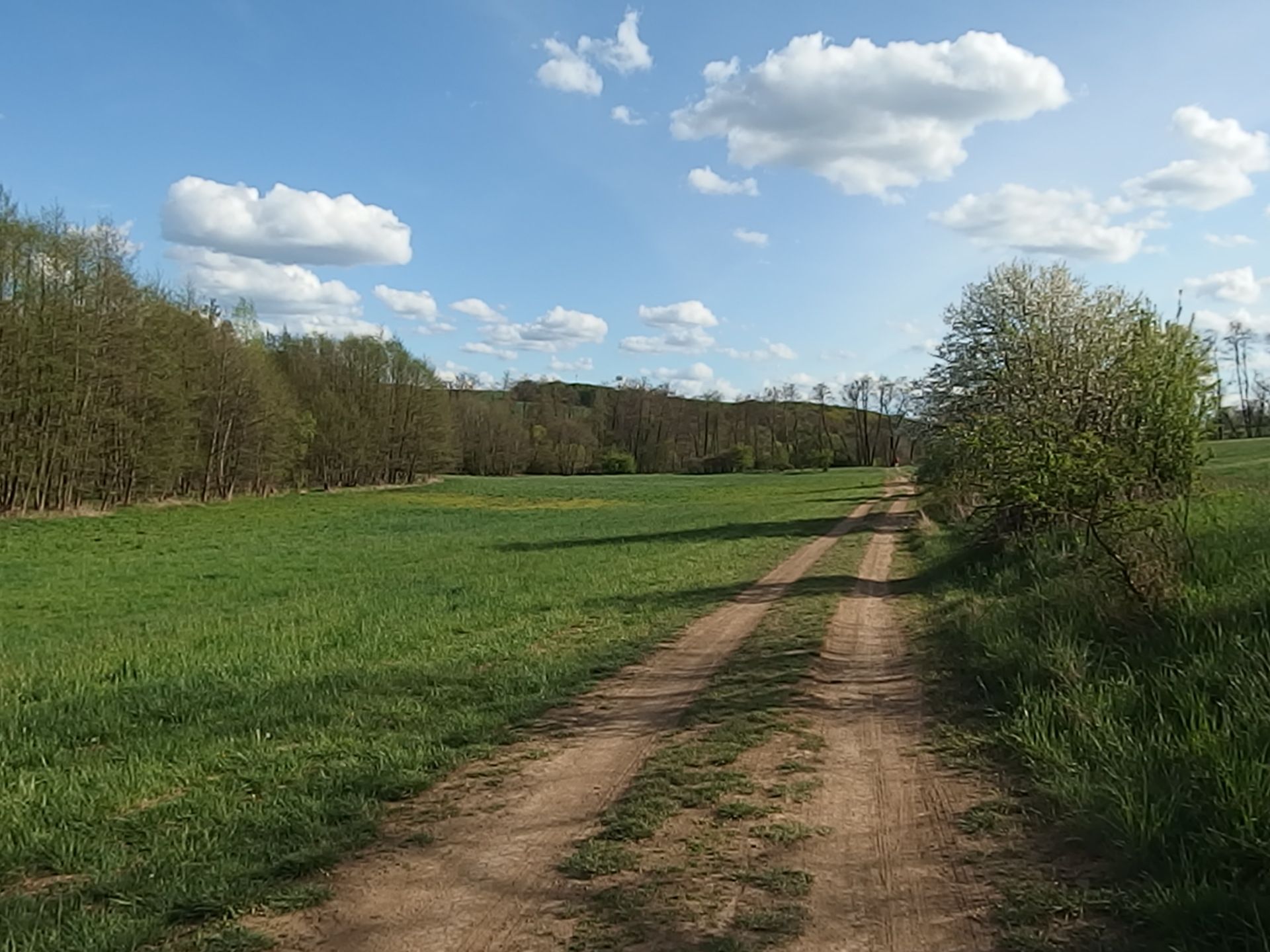
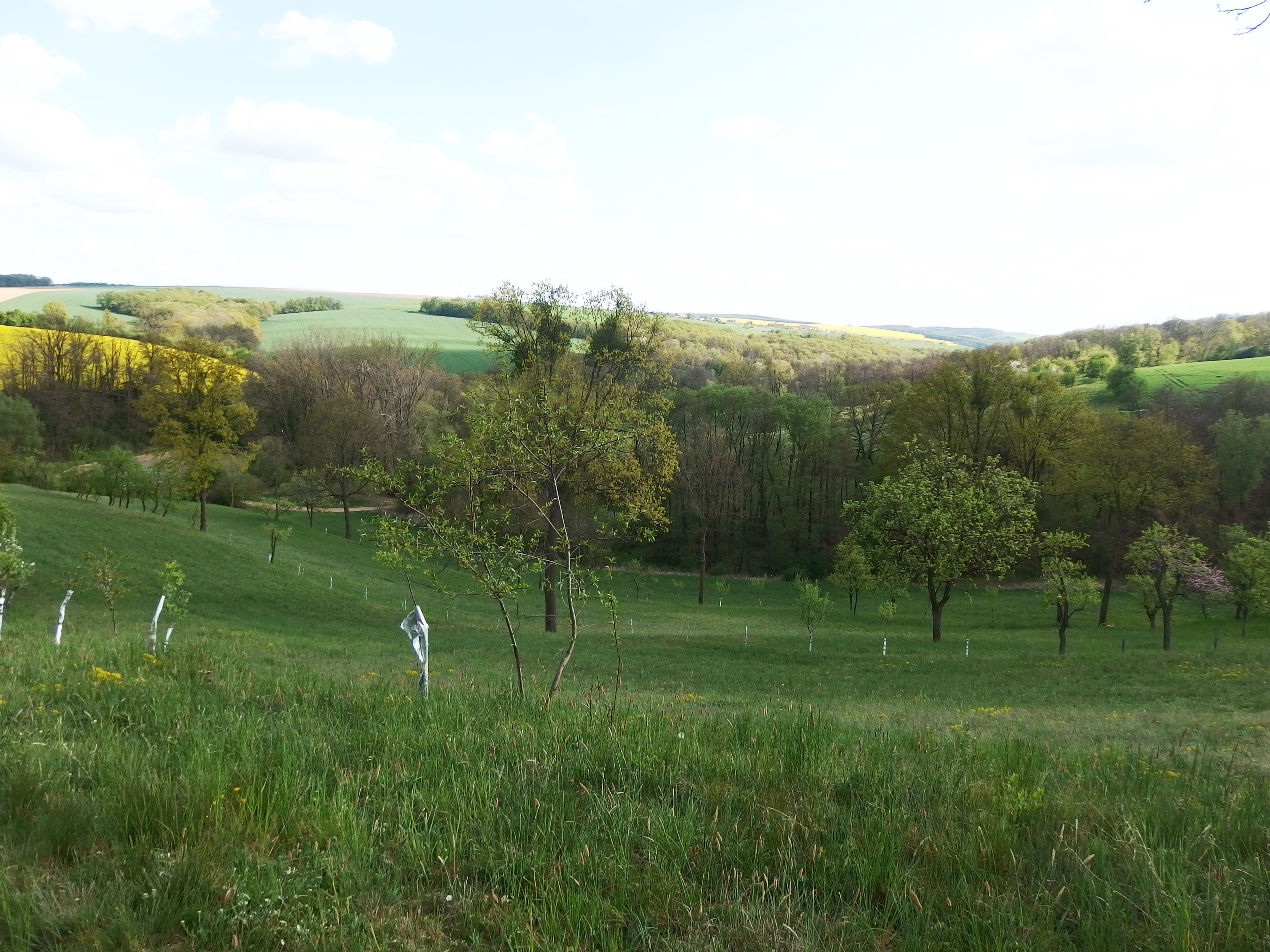
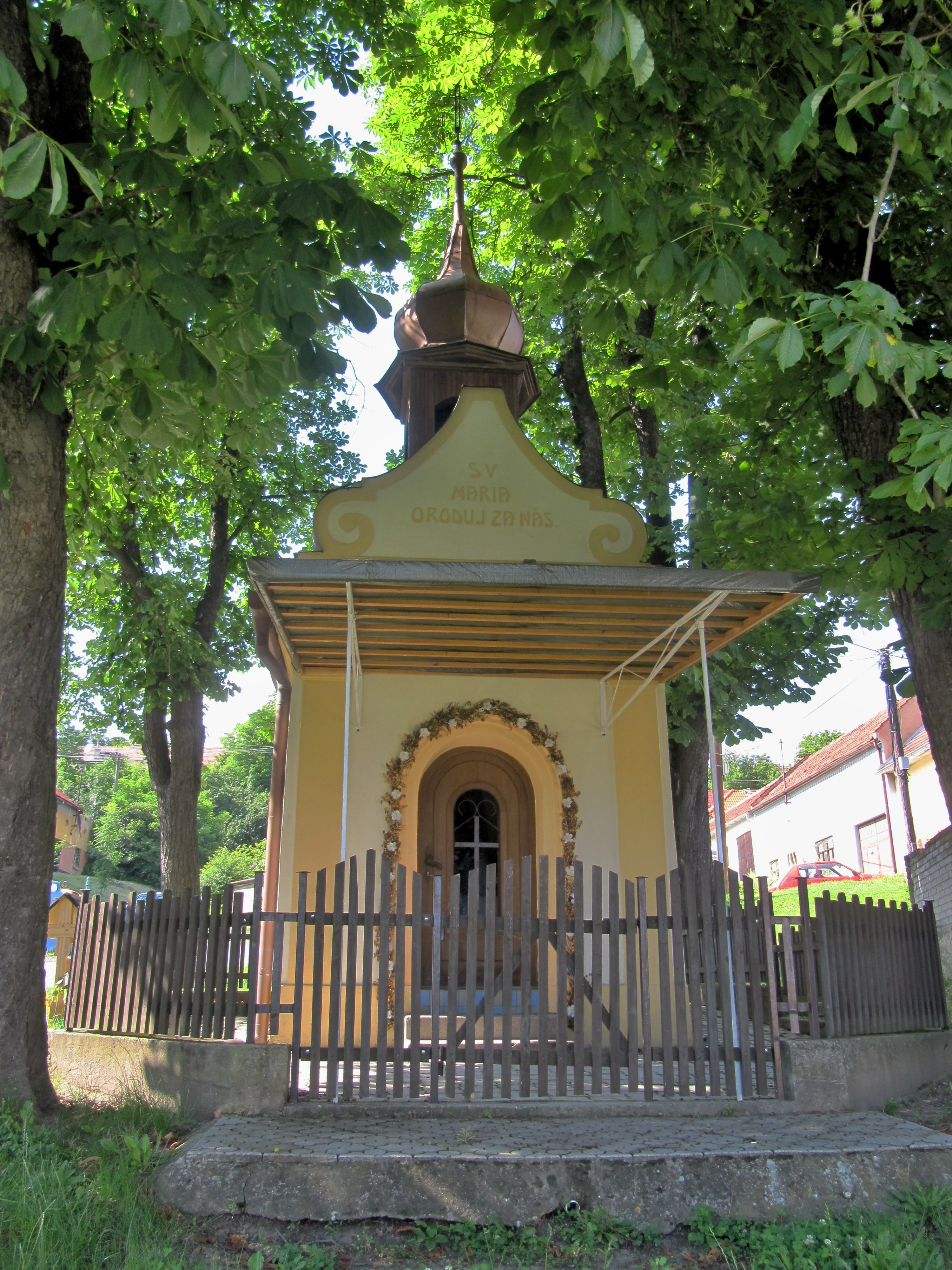
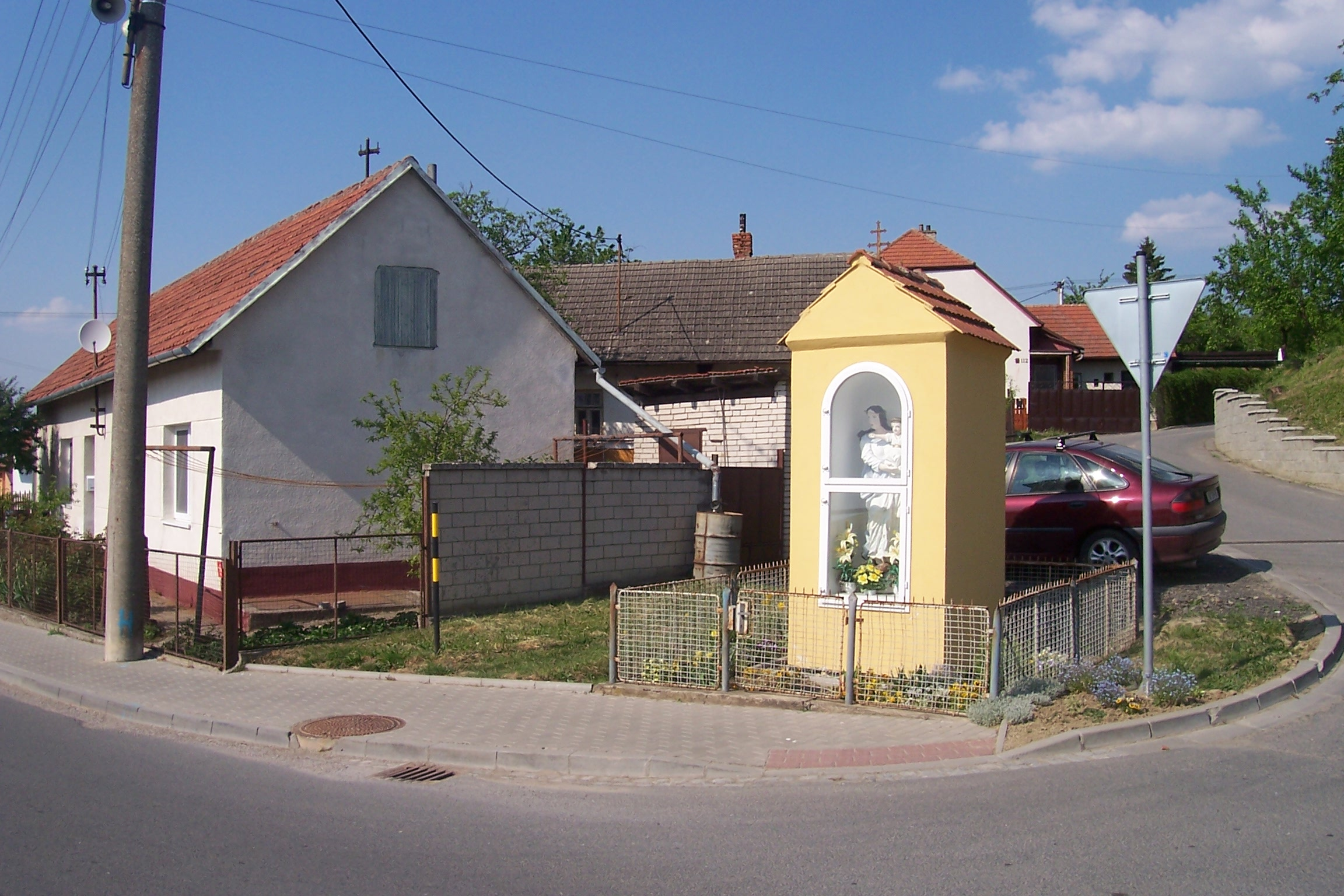
Kaplička
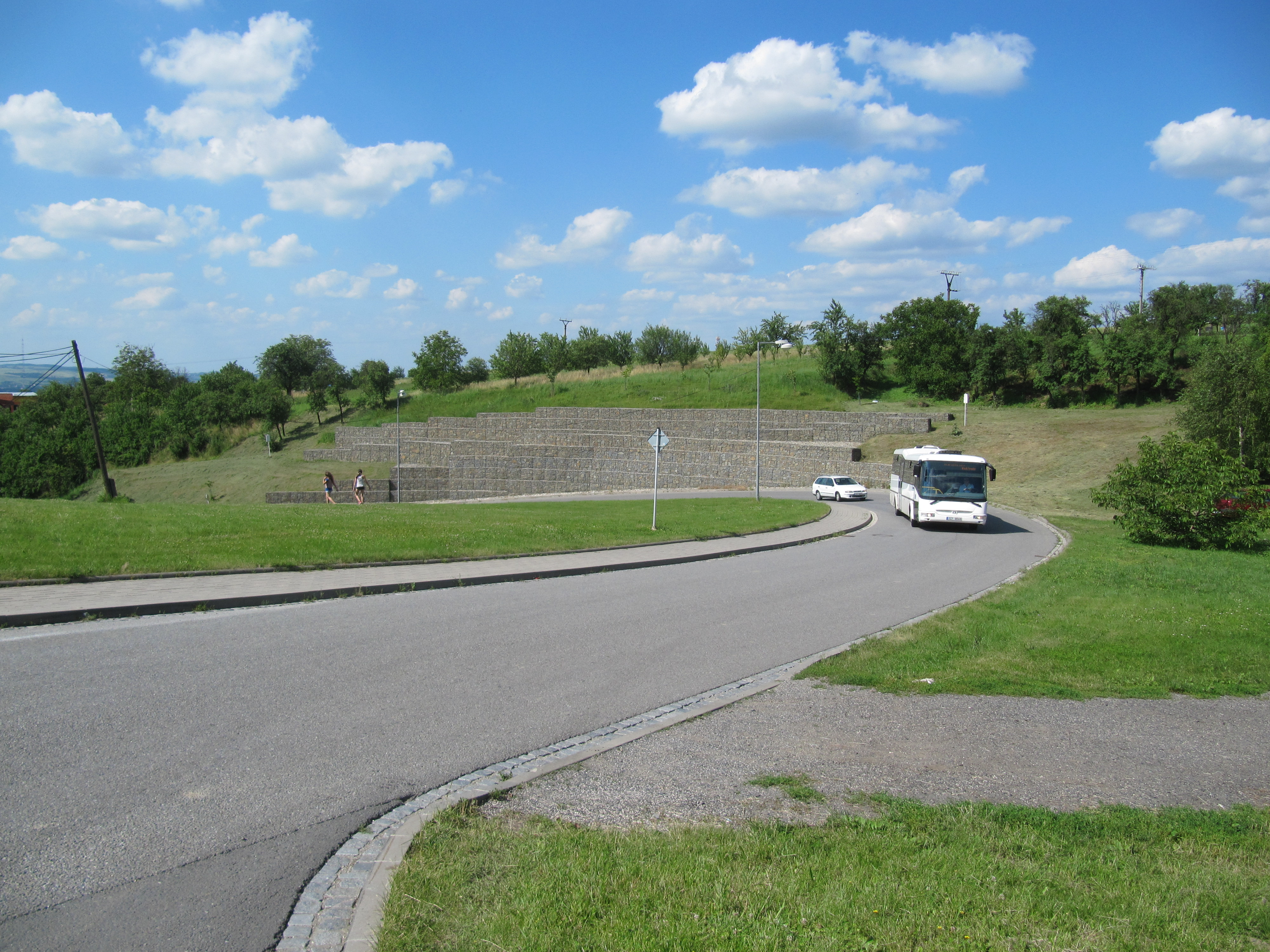
Zatáčka v Mistřicích